# John Leavitt
John Leavitt (Leavenworth (Kansas), 1956) is een Amerikaans componist, dirigent, onderwijzer en kerkmusicus.
Leavitt haalde in 1977 een bachelor in de muziekpedagogie aan de Emporia State University te Emporia in Kansas. In 1983 haalde hij een master in de muziekuitvoering en compositie aan de Wichita Staatsuniversiteit in Wichita, waarna hij in 1990 aan de School voor muziek van de Universiteit van Missouri een doctoraat in de directie behaalde.
Leavitt heeft een levenslang lidmaatschap van de Amerikaanse Vereniging van Koordirigenten (American Choral Directors Association) en hij is lid van de Amerikaanse Vereniging van Componisten, Auteurs en Publicisten (American Society of Composers, Authors, and Publishers), waarvan hij een jaarlijkse blijk van waardering voor zijn composities ontvangt.
In maart 2003 ontving Leavitt de Kansas Artist Fellowship Award voor zijn composities, die wereldwijd worden uitgevoerd. In 2010 ontving hij een beurs van de National Endowment for the Arts: een onafhankelijk agentschap van de Amerikaanse federale overheid dat projecten financiert die naar hun oordeel blijk geven van artistieke uitmuntendheid. Hij kreeg de opdracht om met behulp van deze beurs een nieuw koorwerk te schrijven ter ere van de 150e verjaardag van de staat Kansas.
Tegenwoordig is Leavitt docent en koordirigent aan de MidAmerica Nazarene University.